# 33e Legerkorps (Wehrmacht)
Het Duitse 33e Legerkorps (Duits: Generalkommando XXXIII. Armeekorps) was een Duits legerkorps van de Wehrmacht tijdens de Tweede Wereldoorlog en werd alleen ingezet in Noorwegen. 

## Krijgsgeschiedenis

### Oprichting
Het 33e Legerkorps werd op 23 januari 1943 omgedoopt uit Höheres Kommando z.b.V. XXXIII in Trondheim.

### Inzet
In eerste instantie beschikte het korps over de 181e en 196e Infanteriedivisies. De korps-staf fungeerde tegelijkertijd ook als Territorialbefehlshaber Mittelnorwegen. Het korps was vanaf zijn omdoping tot het einde van de oorlog bij geen enkel gevecht betrokken. Het korps had zijn hoofdkwartier in Trondheim. Het nam bezettingstaken op zich en nam deel aan de bouw van vestingwerken van de Atlantikwall in midden-Noorwegen. De 702e Infanteriedivisie was ook meest deel van het korps. In de zomer van 1943 werd de 14e Luftwaffen-Felddivisie toegevoegd en in september 1943  de nieuw opgerichte (na de vernietiging in Stalingrad) 295e Infanteriedivisie als vervanging voor de 181e Infanteriedivisie. Bij de laatste melding van 1 maart 1945 had het korps onder commando de 199e, 295e en 702e Infanteriedivisies en de 14e Luftwaffen-Felddivisie.

Het 33e Legerkorps capituleerde tegelijk met alle Duitse troepen in Noorwegen aan de Britten op 8 mei 1945.

## Bovenliggende bevelslagen
| Leger             | Legergroep | Plaats/regio | Begin            | Eind             |
| ----------------- | ---------- | ------------ | ---------------- | ---------------- |
| Armee Norwegen    | OKW        | Trondheim    | 23 januari 1943  | 18 december 1944 |
| 20. Gebirgs-Armee | OKW        | Trondheim    | 18 december 1944 | 8 mei 1945       |

## Commandanten

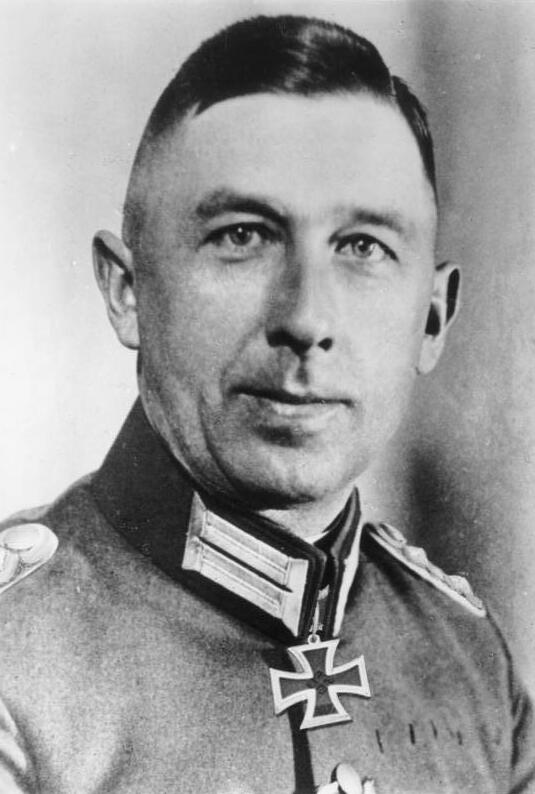
General Ludwig Wolff

| Rang                   | Naam                      | Begin            | Eind             |
| ---------------------- | ------------------------- | ---------------- | ---------------- |
| General der Artillerie | Erwin Engelbrecht         | 23 januari 1943  | 25 december 1943 |
| General der Infanterie | Ludwig Wolff              | 25 december 1943 | 10 augustus 1944 |
| General der Kavallerie | Karl-Erik Köhler          | 10 augustus 1944 | 31 maart 1945    |
| Generalmajor           | Friedrich von Unger       | 31 maart 1945    | 5 april 1945     |
| Generalleutnant        | Friedrich-Wilhelm Neumann | 5 april 1945     | 8 mei 1945       |